# Friedel Lutz
Alfred "Friedel" Lutz (21. januar 1939 i Bad Vilbel, Tyskland — 7. februar 2023) var en tysk fodboldspiller (forsvarer).
Han spillede i løbet af karrieren primært for Eintracht Frankfurt, hvor han i alt var tilknyttet i 15 sæsoner. Han havde også et ét-årigt ophold hos 1860 München. Med Frankfurt vandt han i 1959 det tyske mesterskab.
Lutz spillede desuden tolv kampe for det vesttyske landshold. Han deltog for sit land ved VM i 1966 i England, hvor holdet nåede finalen. Han spillede dog kun én af tyskernes kampe under turneringen, semifinalen mod Sovjetunionen.

## Titler
Bundesligaen
- 1959 med Eintracht Frankfurt